# Sokol Baci Ivezaj
Sokol Baci Ivezaj född 1837 i Gruda i Osmanska riket, död 1920 i Shkodra i Albanien, var en albansk stamledare och en av upprorsledarna i den albanska revolten 1911.
Sokol Baci Ivezaj föddes i Gruda och tillhörde Grudastammen. Han var son till Bac. Han tillhörde klanen Ivezaj som hävdar att de är ättlingar till Iveza, som var son till Vuksan Gjela, som sägs ha kommit från Suma nära Shkodra på 1550-talet.
Som ung togs han av de osmanska myndigheterna och utbildades i Istanbul. På grund av sin intelligens och atletiska förmågor skickades han till militärskolan vid universitetet i Sorbonne i Paris. Som resultat av de många krig han hade stridit i, valdes han och fem andra unga män som livvakt till den osmanska sultanen.
Efter att behandlats illa av osmanerna, bytte han sida till Gruda. Efter det rysk-turkiska kriget (1877–1878) gav sultanen order att avväpna de albanska stammarna i norr. Gruda vägrade och var då tvungna att gå i krig, med Sokol som ledare. Han lyckades halshugga två höga officerare men förlorade striden och var tvungen att fly i exil till Trieshi.  
1884 anställde Nikola I av Montenegro honom som diplomat till de albanska stammarna.

## 1911-1918
Sokol Baci Ivezaj var en av ledarna i den albanska revolten 1911. Ett brittiskt underrättelsedokument nämner Sokol Baci tillsammans med Dedë Gjo Luli och Mirash Luca som de viktigaste ledarna i revolten. De beskriver också Sokol som en mycket intelligent man.
Den 24 juni 1911 kom den osmanska ministern i Montenegro, Saddrin Bey, till Malesien för att förhandla med dem. Han lovade vapen och pengar, men Sokol uppmanade stammarna att inte gå med på det utan att de  istället skulle alliera sig med Montenegro.
1913, efter att Montenegro hade lurat albanerna att de skulle få vara ifred, bröt Sokol banden med  Nikola I av Montenegro och bodde i Shkodra i resten av sitt liv.

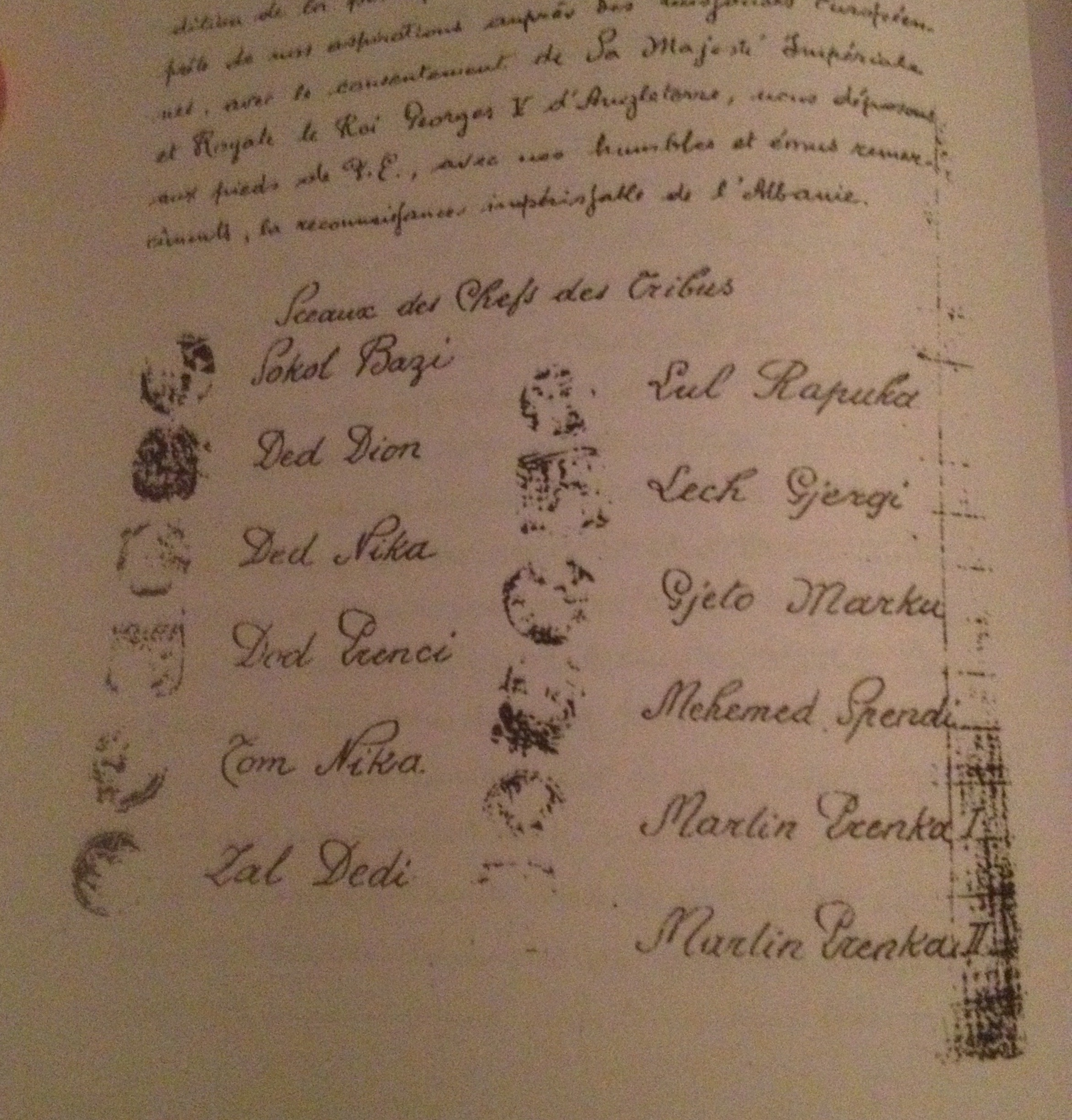
Sokol Bacis var en av undertecknarna.

Den 14 november 1918 ledde Luigj Gurakuqi, Anton Harapi och Gjergj Fishta ledarna från Gruda och Hoti till Shkodra, där de lämnade in en premoria till den franska översten Bardy de Fourton om att Hoti och Gruda skulle förenas med Albanien.